# 新幹線第二総合指令所
新幹線第二総合指令所（しんかんせんだいにそうごうしれいしょ）は、大阪府にある東海旅客鉄道（JR東海）新幹線鉄道事業本部及び西日本旅客鉄道（JR西日本）山陽新幹線統括本部に所属する運転指令所である。新大阪駅付近に存在するが 、保安上の理由により、それ以上詳細な住所は非公表となっている。

## 概要
通常は、東京にある新幹線総合指令所で指令業務を行っているが、大規模災害などにより失われた場合に代わる指令所として1999年2月26日に新設された。新幹線総合指令室の機能が失われる万一の場合に備えて、運行管理を行う指令所の二重系化を目的に造られた。東京の指令所と同じ機能・レイアウト・集中管理システムが備えられている。これにより、異常時には大阪・名古屋・岡山から指令員経験のある社員が駆けつけて、1時間ほどで列車制御が再開可能な体制が築かれている。
通常時は最新のダイヤグラムの転送を受けている他は、待機状態になっている。また概ね年に一度の頻度で丸一日かけて、各種訓練・機能確認やメンテナンスを兼ねて東京の新幹線総合指令所から移行して業務を行っている。